# Déliadès
 (décembre 2009).
Si vous disposez d'ouvrages ou d'articles de référence ou si vous connaissez des sites web de qualité traitant du thème abordé ici, merci de compléter l'article en donnant les références utiles à sa vérifiabilité et en les liant à la section « Notes et références ».
Dans la mythologie grecque, Déliadès est le fils de Glaucos, roi de Corinthe, et d'Eurymédé (ou Eurynomé), une mortelle. C'est aussi le petit-fils de Sisyphe.
Selon la légende, il aurait été tué par son frère Bellérophon lors d'un lancer de disque.